# Geografía de San Pedro y Miquelón

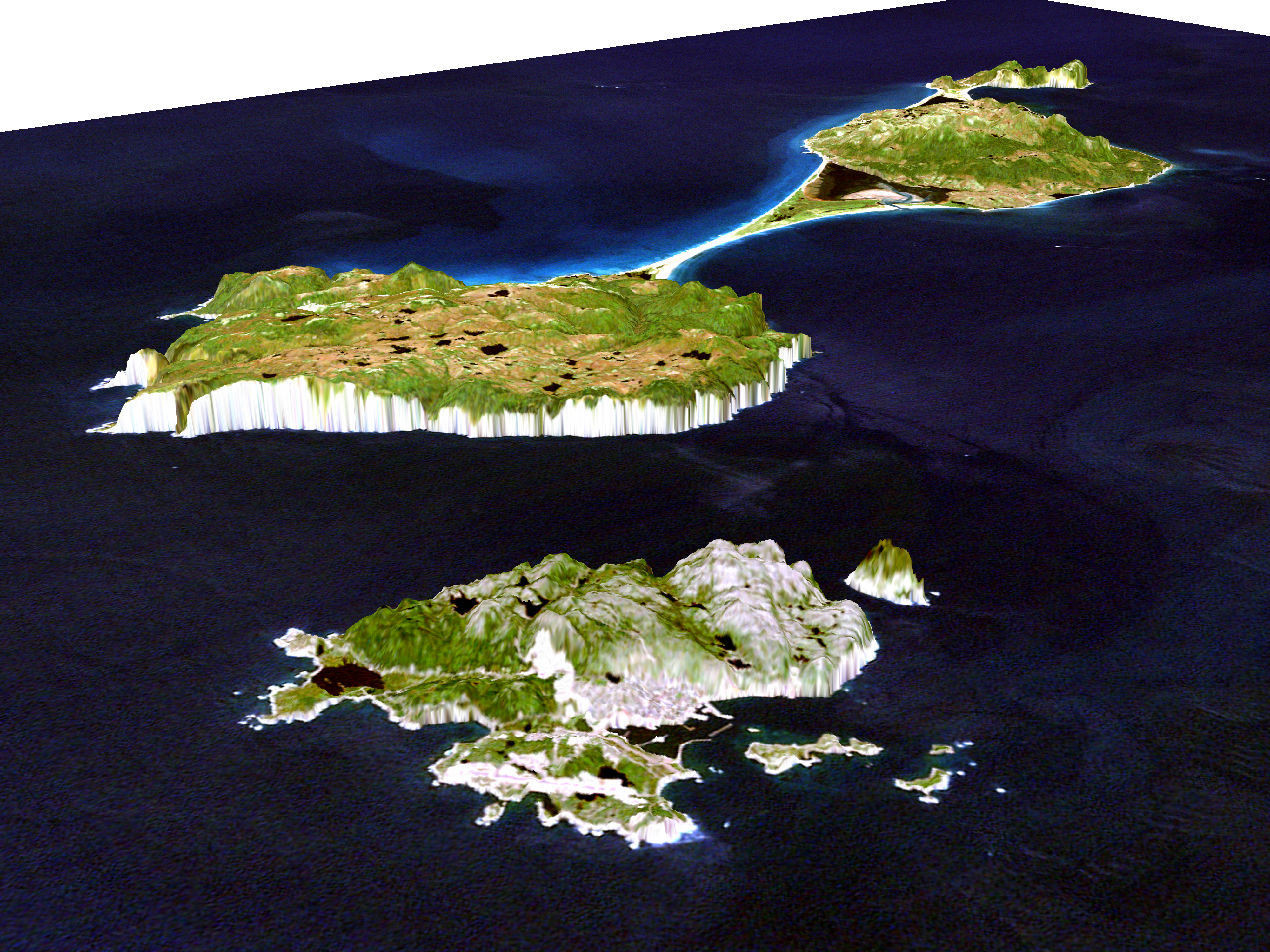
Simulación en 3D del relieve de las islas, recreado por la NASA.

San Pedro y Miquelón (en francés Saint Pierre et Miquelon) es un territorio de ultramar y archipiélago francés localizado al este de Canadá frente a la costa de Terranova.

## Localización
El archipiélago de San Pedro y Miquelón está situado en el Atlántico Norte a 60 km al sur de la isla de Terranova, dentro de la bahía de Fortuna, Canadá. Las islas están más cerca de la península de Burin con solo 25 km al este. Por otra parte, Île Verte (Terranova), está a 10 km de ambos puntos.

## Geografía física
El archipiélago está formado por ocho islas siendo San Pedro (25 km²) y Miquelón (216 km²) las más extensas. El área, en conjunto mide 242 km², equivalente al territorio de Brooklyn, Nueva York. La línea de costa es de 120 km e incluye zonas de pesca.

### San Pedro
San Pedro está rodeada por pequeñas dependencias en el sureste de la isla: Petit Colombier, Île aux Marins, Île aux Pigeons, y al norte con Île aux Vainqueurs y Grand Colombier. Todas estas islas estuvieron habitadas tiempo atrás.
La ínsula está separada por el estrecho de Miquelón-Langlade por 6 km. Los pescadores suelen llamar al lugar "la Boca del Infierno" por el fuerte oleaje que puede causar el encallamiento de 600 barcos pesqueros frente a la costa de cada isla.

### Miquelón-Langlade
Miquelón-Langlade está formada por tres islas: Miquelón (110 km²), Langlade (91 km²) e Île Le Cap. En el siglo XVIII se formó un istmo de arena entre Miquelón y Langlade conocido como La Duna. El istmo fue reforzado a mano con depósitos de arena y terreno cuaternario a lo largo de 13 km. A lo largo de la costa hay cerca de 500 barcos encallados.
En un principio a Miquelón se la conocía como Grande Miquelon mientras que Langlade recibió el nombre de Petite Miquelon.

## Climatología
El clima de la zona es muy húmedo, ventoso y con grandes precipitaciones. Los inviernos son largos y muy fríos mientras que en la primavera y a principios de verano el clima es más suaves y cortos. Tan solo a finales del verano y a la llegada del otoño el tiempo es soleado.
| Parámetros climáticos promedio de St Pierre and Miquelon                   | Parámetros climáticos promedio de St Pierre and Miquelon | Parámetros climáticos promedio de St Pierre and Miquelon | Parámetros climáticos promedio de St Pierre and Miquelon | Parámetros climáticos promedio de St Pierre and Miquelon | Parámetros climáticos promedio de St Pierre and Miquelon | Parámetros climáticos promedio de St Pierre and Miquelon | Parámetros climáticos promedio de St Pierre and Miquelon | Parámetros climáticos promedio de St Pierre and Miquelon | Parámetros climáticos promedio de St Pierre and Miquelon | Parámetros climáticos promedio de St Pierre and Miquelon | Parámetros climáticos promedio de St Pierre and Miquelon | Parámetros climáticos promedio de St Pierre and Miquelon | Parámetros climáticos promedio de St Pierre and Miquelon |
| Mes                                                                        | Ene.                                                     | Feb.                                                     | Mar.                                                     | Abr.                                                     | May.                                                     | Jun.                                                     | Jul.                                                     | Ago.                                                     | Sep.                                                     | Oct.                                                     | Nov.                                                     | Dic.                                                     | Anual                                                    |
| -------------------------------------------------------------------------- | -------------------------------------------------------- | -------------------------------------------------------- | -------------------------------------------------------- | -------------------------------------------------------- | -------------------------------------------------------- | -------------------------------------------------------- | -------------------------------------------------------- | -------------------------------------------------------- | -------------------------------------------------------- | -------------------------------------------------------- | -------------------------------------------------------- | -------------------------------------------------------- | -------------------------------------------------------- |
| Temp. máx. abs. (°C)                                                       | 10                                                       | 11                                                       | 16                                                       | 17                                                       | 20.5                                                     | 25                                                       | 26                                                       | 27.5                                                     | 25                                                       | 22                                                       | 17                                                       | 12                                                       | 27.5                                                     |
| Temp. máx. media (°C)                                                      | -0.5                                                     | -0.9                                                     | 1.4                                                      | 5.6                                                      | 9.9                                                      | 13.5                                                     | 16.9                                                     | 18.5                                                     | 15.7                                                     | 10.8                                                     | 6.4                                                      | 2.1                                                      | 8.3                                                      |
| Temp. mín. media (°C)                                                      | -7.9                                                     | -8.1                                                     | -5.3                                                     | -0.5                                                     | 2.9                                                      | 6.8                                                      | 11.2                                                     | 13                                                       | 10                                                       | 5.1                                                      | 0.6                                                      | -4.3                                                     | 2.0                                                      |
| Temp. mín. abs. (°C)                                                       | -19                                                      | -24                                                      | -23                                                      | -14                                                      | -6                                                       | -0.5                                                     | 2.5                                                      | 4.5                                                      | 2                                                        | -5.5                                                     | -12                                                      | -18                                                      | -24                                                      |
| Precipitación total (mm)                                                   | 112                                                      | 124                                                      | 99                                                       | 134                                                      | 120                                                      | 148                                                      | 122                                                      | 94                                                       | 141                                                      | 138                                                      | 141                                                      | 119                                                      | 1492                                                     |
| Fuente: Météo Media : Statistiques: Saint Pierre, Saint-Pierre-et-Miquelon |                                                          |                                                          |                                                          |                                                          |                                                          |                                                          |                                                          |                                                          |                                                          |                                                          |                                                          |                                                          |                                                          |